# Тангањика
Тангањика (свах. Tanganyika), од 1962. до 1964. Република Тангањика (свах. Republiek van Tanganyika) је била суверена држава на простору бивше њемачке источне Африке. Налазила се између Индијског океана и афричких Великих језера — Викторијиног, Малави и Тангањика језера, по којем је добила име. Добила је независност од Уједињеног Краљевства као крунска земља Комонвелта 9. децембра 1961. године, када је постала република и чланица Комонвелта нација тачно годину дана касније, 9. децембра 1962. године. Придружила се НР Занзибара и Пемба, 26. априла 1964. године, и формирала Уједињену Републику Тангањика и Занзибар, нову државу која ће касније добити име Уједињена Република Танзанија.

## Историја
Тангањика оригинално води поријекло од територије Тангањика, коју је Уједињено Краљевство добило на управу од Друштва народа 1922. године и трансформисана је у територију под старатељством ОУН-а послије Другог светског рата. Неки дијелови њемачке источне Африке су дати на старатељство Белгији, дијелови данашње Руанде и Бурундија.
Закон о независности Тангањике 1961. године трансформише територију под старатељством ОУН-а у Крунску земљу Тангањика. Британски монарх Елизабета II је остала шеф државе и Тангањика је делила сувереност са осталим крунским земљама Комонвелта. Монарха је престављао гувернер-генерала Тангањике.
Тангањика је усвојила нови устав 1962. године када је одбацила монархију, а постала република у Комонвелту нација.